# تبة صارمي
تبة صارمي هي قرية في مقاطعة مياندوآب، إيران. يقدر عدد سكانها بـ 202 نسمة بحسب إحصاء 2016.